# Oadby Town FC
Oadby Town FC is een voetbalclub uit Engeland, die in 1937 is opgericht en afkomstig is uit Oadby. De club speelt anno 2021 bij United Counties League.

## Erelijst
- United Counties League Division One (1) : 2013-2014
- Midland Alliance (1) : 1999-2000
- Leicestershire Senior League Premier Division/Division One (8) : 1963-1964, 1967-1968, 1972-1973, 1994-1995, 1996-1997, 1997-1998, 1998-1999
- Leicestershire Senior League Division Two/One (1) : 1951-1952
- Midland Alliance Joe McGorian Cup (1) : 2000-2001
- Leicestershire Challenge Cup (4) : 1968-1969, 1970-1971, 2004-2005, 2007-2008
- Leicestershire Senior Cup (5) : 1962-1963, 1963-1964, 1975-1976, 1976-1977, 1980-1981
- Leicestershire Senior League Cup (3) : 1977-1978, 1993-1994, 1994-1995
- Battle of Britain Charity Cup (4) : 1993-1994, 1994-1995, 1996-1997, 2012-2013
- Coalville Charity Cup (3) : 1960-1961, 1963-1964, 1965-1966
- Harborough Charity Cup (2) : 1983-1984, 1988-1989
- Rolleston Charity Cup (10) : 1958-1959, 1959-1960, 1968-1969, 1975-1976, 1988-1989, 1993-1994, 1996-1997, 1997-1998, 2006-2007, 2007-2008
- City Medals (1) : 1939-1940

## Records
- Beste prestatie FA Cup : Derde kwalificatieronde, 1999-2000
- Beste prestatie FA Vase : Halve finale, 2002-2003